# Zeleneanka, Nemîriv
Zeleneanka (în ucraineană Зеленянка) este un sat în comuna Zarudînți din raionul Nemîriv, regiunea Vinnița, Ucraina.

## Demografie
Componența lingvistică a localității Zeleneanka
     Ucraineană (97,78%)
     Rusă (1,11%)
     Belarusă (1,11%)
Conform recensământului din 2001, majoritatea populației localității Zeleneanka era vorbitoare de ucraineană (97,78%), existând în minoritate și vorbitori de rusă (1,11%) și belarusă (1,11%).